# Mollisol

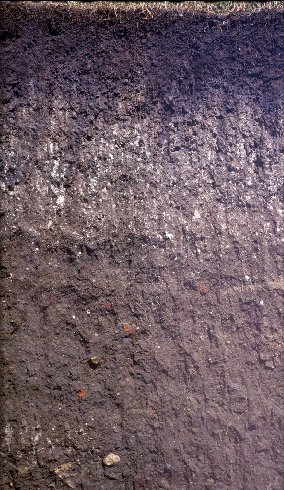
Mollisol

Conform USDA Soil Taxonomy, mollisolurile sunt solurile neutre sau ușor acide din latitudinile temperate care sunt acoperite cu ierburi (Poaceae). Ele se găsesc în Pampas argentinieni, preriile din Vestul Mijlociu al Statelor Unite și stepele unei fâșii largi care se întinde din sud-estul Europei până în Asia Centrală, precum și în China.
Mollisolurile prezintă de obicei un profil bine dezvoltat. La suprafață se află orizontul întunecat A, care are până la un metru adâncime și este colorat în negru datorită conținutului ridicat de humus și este în mod constant reînnoit din rădăcini moarte. Sub aceasta se află orizontul B, în se acumulează carbonat de calciu, în special în regiunile uscate.
Mollisolurile conțin numeroase minerale, cum ar fi magneziu, calciu, potasiu și sodiu, într-o formă care este disponibilă plantelor, făcând mollisolurile extrem de potrivite pentru agricultură. Mai ales cereale, precum grâul, prosperă pe mollisoluri.
Mollisolurile sunt, de asemenea, un habitat important pentru numeroase animale, cum ar fi râme, furnici, termite, cârtițe și câini de prerie.
Unele mollisoluri se formează pe loess; dacă învelișul vegetal este îndepărtat, acestea sunt deosebit de susceptibile la eroziune, așa cum se poate observa în regiunea Statelor Unite, cunoscută cu numele de Dust Bowl sau în nordul Chinei.
La nivel mondial, aproximativ 9 milioane km2, sau 7% din suprafața uscatului neacoperit de ghețari, este acoperită de mollisoluri.

## Clasificare
Există 8 subordine:
- Alboll
- Aquoll
- Rendoll
- Laugh out loud
- Cryoll
- Xerol
- Ustoll
- Udoll